# 碳基生物
碳基生物（英語：Carbon-based life）是指以碳元素为有机物质基础的生物。在构成碳基生物的氨基酸中，连接氨基与羧基的是碳元素，所以称作碳基生物。目前地球上已知的所有生物都属于碳基生物。

## 特点
由于碳原子有四个自由电子，其电子失去的能力（还原性）和得到电子的能力（氧化性）相当，又由于碳原子只有两个电子层，所以活泼性又比同族的硅、锗、锡、铅要强，碳链的长度可以由2个至数千个不等，这使得碳骨架成为了许许多多种有机化合物的基础，因此能够形成复杂多样的高分子有机物（比如DNA分子），为生命的形成提供物质基础，并为自然选择提供可能。
只要是生命形态，就必须从外界环境中收集、储存和利用能量。碳基生物储存能量的最基本的化合物是碳水化合物。在碳水化合物中，碳原子由单键连接成一条链，由酶控制的碳水化合物的一系列氧化步骤会释放能量，废弃物产生水和二氧化碳。碳基生物体内的分子大多因含有的碳原子的不对称性使其出现左旋或者右旋，正是这个特点使得酶的专一性能够被充分发挥，碳基生物体内的酶能够依照分子的形状和左旋右旋对特定的反应进行催化，识别和规范自身大量的不同新陈代谢进程。但是碳基生命体的分子结构是很不稳定的，难以承受高温、低寒、病菌的侵蚀和射线的照射。